# Острови Теркс і Кайкос
Теркс і Кайкос, також Теркс і Кейкос (англ. the Turks and Caicos Islands) — Британська заморська територія в Карибському морі, на якій Велика Британія зберегла за собою повноваження з питань оборони і міжнародних відносин. 15 жовтня 2012 року набула чинності нова конституція, прийнята у 2011 році, завершивши в такий спосіб трирічне пряме правління тимчасової британської адміністрації.

## Географія

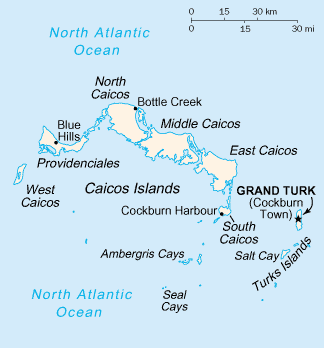
Острови Теркс і Кайкос

Острови розташовані в Атлантичному океані, в південно-східній частині архіпелагу Багамські острови, за 144 км на північ від Гаїті.
Загалом всі 30 островів утворюють дві групи — Кайкос на заході і Теркс на сході. Загальна площа островів — 430 км². Постійно заселені тільки шість островів: Гранд-Терк, Солт-Кей, Гранд-Кайкос, Іст-Кайкос, Саут-Кайкос і Провіденсьялес. Усі острови низинні, сформовані з вапняку. Чимало солоних боліт. Найвищий острів — Провіденсьялес (найвища точка — 49 м). Навколо островів наявні коралові рифи.
Клімат тропічний, пасатний. Спека в жаркий сезон (з квітня по листопад) пом'якшується північно-східними пасатними вітрами. Кількість опадів становить 700—800 мм на рік. Часті тропічні циклони.
Рослинність — мангрові нетрі на узбережжі та клапті соснових лісів. Тваринний світ сформований водоплавними птахами.
Навколишні води багаті рибою, лангустами і молюсками.

## Клімат
| Клімат — Гранд-Терк                  | Клімат — Гранд-Терк | Клімат — Гранд-Терк | Клімат — Гранд-Терк | Клімат — Гранд-Терк | Клімат — Гранд-Терк | Клімат — Гранд-Терк | Клімат — Гранд-Терк | Клімат — Гранд-Терк | Клімат — Гранд-Терк | Клімат — Гранд-Терк | Клімат — Гранд-Терк | Клімат — Гранд-Терк | Клімат — Гранд-Терк |
| Показник                             | Січ.                | Лют.                | Бер.                | Квіт.               | Трав.               | Черв.               | Лип.                | Серп.               | Вер.                | Жовт.               | Лист.               | Груд.               |                     |
| Середній максимум, °C                | 27                  | 27                  | 28                  | 28                  | 29                  | 30                  | 31                  | 31                  | 31                  | 30                  | 29                  | 28                  |                     |
| Середній мінімум, °C                 | 23                  | 23                  | 23                  | 24                  | 25                  | 26                  | 27                  | 27                  | 27                  | 26                  | 24                  | 24                  |                     |
| Норма опадів, мм                     | 36.1                | 34.0                | 24.6                | 35.6                | 29.5                | 54.9                | 30.0                | 40.4                | 66.5                | 74.9                | 93.5                | 85.1                |                     |
| ------------------------------------ | ------------------- | ------------------- | ------------------- | ------------------- | ------------------- | ------------------- | ------------------- | ------------------- | ------------------- | ------------------- | ------------------- | ------------------- | ------------------- |
| Джерело: Weather.com Weatherbase.com |                     |                     |                     |                     |                     |                     |                     |                     |                     |                     |                     |                     |                     |

## Історія
Острови відкриті іспанцем Хуаном Понсе де Леоном в 1512 році. Аборигенного населення на островах не було.
З XVII століття на острови стали приїжджати за сіллю англійські колоністи з Бермудських островів. Потім, незважаючи на протидію Іспанії, англійці заснували там плантації і привезли негрів — рабів.
З 1766 року острови Теркс і Кайкос офіційно стали колонією Британії.
У 1848 році Теркс і Кайкос оголошено окремою колонією, але в 1873 році вони увійшли уже до складу Ямайки. У 1917 році прем'єр-міністр Канади Роберт Борден запропонував включити острови до складу своєї держави, але британський прем'єр Ллойд Джордж відхилив цю пропозицію.
Коли ж, у серпні 1962 року, Ямайка здобула незалежність від Великої Британії, — острови Теркс і Кайкос залишилися коронною колонією.
З 1976 року на островах запроваджено місцевий уряд і парламент.
У 1979 році урядовці уклали угоду з Лондоном про надання островам незалежності в 1982 році, однак, після чергових виборів, новий склад місцевої влади Теркса і Кайкоса ухвалив рішення відмовитися від набуття незалежності й зберегти статус заморської території Великої Британії.
У 2008 році, під час рутинної перевірки адміністрації островів, британським парламентом були отримані доповіді про корупцію серед чиновників вищого рівня місцевого уряду, в результаті чого губернатор Річард Товер призначив спеціальну комісію для розглядів. У тому ж році прем'єр-міністр Майкл Мисик був звинувачений у зґвалтуванні американської туристки (судом ця вигадка була спростована). Відтак, під тиском скандалів та розслідувань,16 березня 2009 року було оголошено про тимчасове припинення роботи місцевого уряду. 18 березня Єлизавета II видала королівський декрет, який дозволяє новому губернатору, Гордону Везереллу, скасувати деякі частини конституції 2006 року і самому керувати заморською територією.
15 жовтня 2012 року набрала чинності нова конституція, прийнята в липні 2011 року, відтоді припинено трирічне пряме правління тимчасової британської адміністрації.

## Політичний устрій
Територія управляється Виконавчою радою, очолюваною губернатором. Рада складається з: прем'єр-міністра, шести міністрів, призначених губернатором, з числа членів асамблеї і прокурора.
Асамблея (місцевий парламент) складається з 21 представника:15 обираються загальним голосуванням кожні 4 роки, ще 6 -призначаються губернатором.
Політичні партії:
- Прогресивна Національна партія (13 місць в асамблеї)
- Народно-демократичний рух (2 місця в асамблеї)

Юридична система заснована на англійському праві й на деяких законах Багамських островів і Ямайки, змінених на місцевому рівні.
Адміністративний центр островів і найбільший місто — Коберн-Таун, розташований на острові Гранд-Терк.

## Адміністративний поділ
Теркс і Кайкос ділиться на 6 регіонів. 4 з них розташовані на островах Кайкос і 2 на островах Теркс:
| №      | Регіон                       | Адм. центр    | Площа, км² | Площа, миля² | Населення, чол. (2012) | Густота, чол./км² |
| ------ | ---------------------------- | ------------- | ---------- | ------------ | ---------------------- | ----------------- |
| Кайкос |                              |               |            |              |                        |                   |
| 1.     | Провіденсьялес і Вест-Кайкос | Блу-Хільс     | 121        | 47           | 23 769                 | 196,44            |
| 2.     | Норт-Кайкос                  | Ботль-Крік    | 106        | 41           | 1 443                  | 13,61             |
| 3.     | Мідль-Кайкос                 | Конч-Бар      | 124        | 48           | 168                    | 1,35              |
| 4.     | Іст-Кайкос і Саут-Кайкос     | Коберн-Харбор | 68         | 26           | 1 139                  | 16,75             |
| Теркс  |                              |               |            |              |                        |                   |
| 5.     | Гранд-Терк                   | Коберн-Таун   | 17,6       | 6,8          | 4 831                  | 274,49            |
| 6.     | Солт-Кей                     | Болфор-Таун   | 7,1        | 2,7          | 108                    | 15,21             |
|        | Всього                       |               | 443,7      | 171,5        | 31 458                 | 70,90             |

## Населення
Чисельність населення — 31 458 осіб (перепис 2012 року).
Річний приріст — 2,5 % (значною мірою від імміграції).
Етнорасовий склад: негри — близько 90 %, решта — мулати і білі (переважно англійці, американці, канадці).
Мова — англійська (офіційна).
Грамотність — 99 %.
Релігії:
- баптисти — 40 %
- англікани — 18 %
- методисти — 16 %
- П'ятдесятницька Церква Бога — 12 %
- Інші — 14 %

## Економіка
Економіка території базується на туризмі, офшорному фінансовому бізнесі і рибальстві.
У сільському господарстві вирощуються кукурудза, боби, тапіока, цитрусові і овочі.
Експортуються лобстери і молюски.

### Податки та офшорний статус
У даній юрисдикції відсутні прямі податки, як на доходи фізичних, так і юридичних осіб, включаючи податки на спадщину і дарування. Компанії сплачують тільки щорічні ліцензійні збори. Всіма платниками податків сплачуються імпортні мита, гербові збори. Фізичні особи сплачують тільки на додаток до цього національні страхові збори (спільно з роботодавцями), а також належні до туристичної діяльності податки. Валютою юрисдикції є долар США. Випускаються сувенірні монети в кронах островів Теркс і Кайкос, їх охоче купують у нумізматичних магазинах туристи. У юрисдикції відсутні свій центральний банк і Міжнародний валютний контроль.
Галузевим спрямуванням офшорного бізнесу на островах Теркс і Кайкос є страховий бізнес. З 1990 року Комісією з фінансових послуг було видано понад 2000 ліцензій на ведення страхової діяльності.
Дана юрисдикція славиться своїм режимом конфіденційності, встановленим Ордонансом 1979 року про конфіденційних взаєминах (Confidential Relationship Ordinance of 1979), згідно з яким несанкціонована видача інформації фахівцями вільних професій (наприклад, адвокатами) є злочином, за яке передбачено накладення штрафу на фізичну особу 10 000 $ і 50 000 $ на корпорацію, а також тюремне ув'язнення на строк до трьох років (при цьому накладення штрафу може поєднуватися з тюремним ув'язненням).
В юрисдикції мають офіси два великі банки Barclays і Bank of Nova Scotia. Також необхідно відзначити, що між США та Теркс і Кайкос підписано Договір про надання взаємної правової допомоги (Mutual Legal Assistance Treaty), який дозволяє судам Теркс і Кайкос витребувати у місцевих осіб інформацію за запитом органів США у зв'язку з проведенням розслідувань злочинів у сфері наркобізнесу та відмивання коштів. Крім того, між США і Теркс і Кайкос є угода про обмін податковою інформацією. Також підписані у 2009 році, але ще не набрали чинності аналогічні угоди з Великою Британією, Ірландією, Нідерландами.

## Транспорт
Автошляхи — 121 км. На островах Гранд-Терк, Саут-Кайкос, Норт-Кайкос і Провіденсьялес є міжнародні аеропорти.